# Lentinula guarapiensis
Lentinula guarapiensis är en svampart som först beskrevs av Speg., och fick sitt nu gällande namn av David Norman Pegler 1983. Lentinula guarapiensis ingår i släktet Lentinula och familjen Marasmiaceae.   Inga underarter finns listade i Catalogue of Life.